# Деффчонки
«Деффчо́нки» —  российский ситком, премьерный показ которого состоялся 9 апреля 2012 года на телеканале «ТНТ».

## Сюжет
Герои ситкома — четыре подруги, приехавшие из Саратова и снимающие квартиру в Москве в районе Отрадное по адресу улица Хачатуряна, дом 5 (на самом деле по этому адресу находится административное здание): мечтательная, хозяйственная Маша (Бобылыч), её 17-летняя шустрая сестрёнка Василиса (Вася), умная Катя (Пална) и профессиональная блондинка Оля (Лёля). Каждая хочет от жизни своего: выгодного брака, вселенской популярности, успешной карьеры, богатого ухажёра.

## Список сезонов
| Сезон | Сезон            | Серии            | Период трансляции           |
| ----- | ---------------- | ---------------- | --------------------------- |
|       | 1                | 20               | 9 апреля — 15 мая 2012      |
|       | 2                | 20               | 4 февраля — 6 марта 2013    |
|       | 3                | 16               | 5 — 29 августа 2013         |
|       | Новогодняя серия | Новогодняя серия | 31 декабря 2013             |
|       | 4                | 25               | 16 июня — 24 июля 2014      |
|       | 5                | 21               | 16 ноября — 17 декабря 2015 |
|       | 6                | 24               | 13 — 30 августа 2018        |

## Эпизоды

### 1 сезон
Съёмки проходили в 2011 в Москве, всего было отснято 20 серий.
| № серии | Описание серии | Дата премьерного показа |
| ------- | --- | ----------------------- |
| 1       | В Москву приехала Василиса. Поскольку в квартиру деффчонок временно не попасть, старшая сестра ведёт её показывать Третьяковку. Пална готовится к свиданию с шефом. Лёля затеяла ремонт в квартире бойфренда у бассейна. | 9 апреля 2012           |
| 2       | Пална и Маша поссорились и начали раздел имущества. Лёля потеряла в квартире деффчонок кольцо Фёдора, а Васе надо попасть на прослушивание к Бари Алибасову, но её не отпускает сестра — девушки заключили взаимовыгодную сделку.                                                                                              | 10 апреля 2012          |
| 3       | Ваську не берут ни в одну группу и она решила создать свою. Пална перенервничала и потеряла пару килограммов, теперь деффчонки всеми силами создают ей стресс. Маша обнаружила, что Лёля не ценит её подарков. | 11 апреля 2012          |
| 4       | Пална предложила начальству несколько «прогрессивных» западных наработок в области бизнеса и чуть не обрушила всю работу офиса. У Лёли появилась конкурентка на сердце и кошелёк Фёдора в лице его «дочери». Маша, узнав, что Палну бросил парень, мстит за оскорблённую честь подруги.                                        | 12 апреля 2012          |
| 5       | К Лёле приезжает «заклятая подруга» детства, наконец-то можно утереть этой козе нос. Маша влюбилась — к ней в кафе зашёл известный певец Сергей Звонарёв. Пална в ужасе: все думают, что ей за 30, даже Ваську приняли за её дочь. Надо срочно омолаживаться.                                                                  | 16 апреля 2012          |
| 6       | Лёля с Васей оказались заблокированы в московском дворе и решили показать местной детворе мастер-класс игры в «резиночки». Пална посоветовала Игорю Михайловичу вариант оптимизации производства, а сотруднице — выгодный кредит, но эти две идеи оказались не совместимы. Маше предстоят «разборки» с бывшей подругой Сергея. | 17 апреля 2012          |
| 7       | Василиса заняла у Лёли денег, но та строго следит, чтобы долги возвращались. Маша ждёт звонка от Звонарёва. Деффчонки лишились дивана, Пална нашла новый, но за него надо побороться. | 18 апреля 2012          |
| 8       | Игорь Михайлович отдал Палне ключи от квартиры и поручение покормить рыбок. Лёля познакомилась с Джудом Лоу, но она не говорит по-английски, ситуацией воспользовалась Васька. Маша предложила подарить повару кафе на День Рождения забытую клиентами бутылку виски.                                                          | 19 апреля 2012          |
| 9       | У Маши День Рождения, но с кем его провести: с деффчонками, знакомыми всю жизнь или Сергеем — парнем мечты. Пална доказывает Лёле, что она не хуже Собчак. | 23 апреля 2012          |
| 10      | К Маше приехал моряк-подводник Витя и предложил пожениться. Лёля осознала своё родство с родом Ржевских. Пална без ума от индийского массажа. | 24 апреля 2012          |
| 11      | Лёле всё надоело: клубы, шопинг, спа. Ей было предложено продюсировать Васю, мающуюся от безделия. Маша узнала, что её хотят уволить. Пална придумала новый способ завоевать Игоря Михайловича. | 25 апреля 2012          |
| 12      | Фёдор объявил Лёле, что женится на ней, если та научится о ком-нибудь заботиться, а у Василисы как раз разболелся зуб — отлично, можно потренироваться. Пална выясняет отношения с шефом после вчерашнего поцелуя. | 26 апреля 2012          |
| 13      | Лёля ушла от Фёдора, пусть поволнуется. Маша обнаружила, что к телефону Звонарёва подходит какая-то женщина — надо разобраться. У Палны появилась конкурентка — с ней тоже надо разобраться. | 27 апреля 2012          |
| 14      | Вася прошла прослушивание на роль в мюзикле и весь день ждёт звонка. Маша загрустила от разлуки со Звонарёвым, деффчонки предложили встретиться с кем-то другим, например Толиком из Газпромбанка. Лёля сбежала со Дня рождения Фёдора — оказывается, он банкрот.                                                              | 2 мая 2012              |
| 15      | Маша почувствовала себя плохо, и Васька отвела её в поликлинику, где Бобылыч познакомилась с гинекологом Рубеном. Лёля нашла новый способ заработка — эксклюзивные интервью. | 3 мая 2012              |
| 16      | Вернулся Звонарёв и предложил Махачу простую «пацанскую» дружбу. Палну повысили, и ей предстоят непростые переговоры. Василиса берёт у Лели уроки манипулирования людьми. | 4 мая 2012              |
| 17      | Маша получила поощрение от начальства — путёвку в Турцию на двоих. Лёля с Васей сразу же начали борьбу за второе место на курорте. Торговый агент пытается навязать Палне контракт. | 10 мая 2012             |
| 18      | У Маши появилась возможность поработать по специальности: её наняли репетитором. Пална в тревоге — Игорь Михайлович собрался встретиться на вечере одноклассников с первой любовью. Лёля нашла нового олигарха, надо лишь доказать деффчонкам реальность его существования.                                                    | 11 мая 2012             |
| 19      | Пална хочет пригласить Игоря Михайловича в гости, но вмешалась простуда. Васька в поисках вдохновения идёт в библиотеку, где знакомится с сочинителем экспромтов. Маша начала борьбу с возрастными морщинами. | 14 мая 2012             |
| 20      | Деффчонкам пришёл счёт за услуги «Секс по телефону», виновной назначена Вася. Палне дана задача найти новую секретаршу. Лёля пробует силы в рекламном бизнесе. | 15 мая 2012             |

### 2 сезон
Сериал получил хорошие рейтинги, и в июне 2012 было снято продолжение, которое вышло в эфир на телеканале ТНТ с 4 февраля 2013 года.
| № серии | Описание серии | Дата премьерного показа |
| ------- | --- | ----------------------- |
| 21      | Вопреки желанию родных Василиса не поступила на юридический факультет. Не желая возвращаться в Саратов, она пообещала покорить Гнесинку. Пална разработала тактику завоевания босса на корпоративе. | 4 февраля 2013          |
| 22      | Маша оказалась более перспективной моделью нежели Лёля. Пална ради далеко идущих планов помогла Игорю Михайловичу найти квартиру и попала в щекотливую ситуацию. | 5 февраля 2013          |
| 23      | Маша пытается охмурить друга детства Гошу. Лёля вновь «вышла на охоту» и познакомилась с итальянским ресторатором. | 6 февраля 2013          |
| 24      | Пална узнала об увлечении начальника. Лёля, чтобы походить на москвичку, собралась лечь под нож хирурга. Маша познакомилась с бывшей пассией Гоши. Васька поссорилась с грозой Гнесинки. | 7 февраля 2013          |
| 25      | Пална поняла, что у босса «комплекс роста» и попросила сисадмина о помощи. Вася благодаря «счастливой кофточке» прошла кастинг, но за одеждой надо ухаживать. У Маши с Гошей кризис в отношениях, Лёля решила всё исправить.                                                                                                | 11 февраля 2013         |
| 26      | Маша собралась предложить Гоше перерыв, но тут появился Звонарёв. Лёля в клубе познакомилась с перспективным парнем и ждёт звонка, а попутно нанялась фитнес-инструктором к Палне. Ваське же, наоборот, необходимо набрать вес.                                                                                             | 12 февраля 2013         |
| 27      | Васе с Яшей нужны деньги на запись, Маша разрывается между Гошей и Серёней: в общем, проблем полно, а тут ещё родители приехали. В кафе к Лёле и Палне подошёл симпатичный кавалер, деффчонки перессорились, кто именно из них ему приглянулся.                                                                             | 13 февраля 2013         |
| 28      | У Маши закончились деньги, но зато они есть у Василисы, а значит теперь она главная. Пална надумала покорить Игоря Михайловича методом покойной бабки, но жизнь вносит свои коррективы. Лёле грозит «комплекс бедности», срочно нужен шопинг — лучшее лекарство от этой напасти.                                            | 14 февраля 2013         |
| 29      | Для получения работы Васька «забеременела». Лёля решила примерить на себя лавры Оксаны Робски и начала писать книгу, но поскольку своего таланта не хватает, она привлекла к работе Машу. Палне надо разобраться с отчётом, но ей мешают… пончики.                                                                          | 18 февраля 2013         |
| 30      | Маша с Васей поспорили, что младшая сможет двое суток прожить без вранья. Лёля воспитывает своего «карманного парня». Палне предложили поездку в Италию. | 19 февраля 2013         |
| 31      | Ради продления молодости Лёля решила делать добрые дела. Для этого она свела Машу с одним из своих знакомых, но встреча закончилась не по плану. Попутно консультирует Яшу, как завоевать Василису. Пална составила анкету, чтобы найти друга по интересам, результат оказался неожиданным.                                 | 20 февраля 2013         |
| 32      | Деффчонки узнали, что Звонарёв женился, теперь надо мягко сообщить об этом Маше. Тем временем Бобылыч предложила Сергею секс без обязательств. | 21 февраля 2013         |
| 33      | Лёля устроилась на работу в офис Палны и украла у неё повышение, чтобы не поссориться она предложила подруге сделку. Вася случайно прошла кастинг по чужому блату. Маша благодаря советам Лёли чуть не разрушила карьеру Звонарёву.                                                                                         | 25 февраля 2013         |
| 34      | Пална с Машей поспорили, сможет ли Васька жить в общаге. Из-за досадного стечения обстоятельств букет Палны получила главбух, теперь она желает знать своего «поклонника». | 26 февраля 2013         |
| 35      | У Лёли депрессия — сходив на шопинг, она ничего не купила. Маша предложила Звонарёву секс по скайпу. Пална, преодолевая ревность, помогает сисадмину встретиться с другой. | 27 февраля 2013         |
| 36      | Маша переехала жить к Сергею и устроила ему рай на дому. В её отсутствие Лёля с Василисой завели «мексиканского епандоса», забота о котором легла на Палну. | 28 февраля 2013         |
| 37      | Вася получила роль официантки в сериале Зайцев+1, чтобы вжиться в образ, она взялась поработать с сестрой в кафе. По этому поводу у Маши с Зоей возник спор, кто из них является старшей официанткой. Игорь Михайлович уехал на отдых. Желая спасти Палну от депрессии, Лёля предложила ей завести местный курортный роман. | 4 марта 2013            |
| 38      | По ночам к деффчонкам начал приходить призрак, проявляющий к ним повышенный интерес, особенно к Лёле. Маша познакомилась с соседом сверху — священником Николаем и решила кардинально изменить свою жизнь. | 5 марта 2013            |
| 39      | Все мало-мальски знакомые просят Машу посидеть с детьми, а она не может отказать, надо учиться говорить «НЕТ!». Лёля провела ребрендинг Палны, в результате «её сестра» Альбина «познакомилась» в клубе с Игорем Михайловичем.                                                                                              | 6 марта 2013            |
| 40      | Отношения Палны с боссом резко пошли в гору. Маша с Лёлей нашли телефон олигарха и пытаются этим воспользоваться. Васька с Мишей Музло выиграли поездку в Лондон, но для этого им нужно пожениться. | 6 марта 2013            |

### 3 сезон
3 сезон сериала вышел 5 августа 2013 года в количестве 17 серий.
| № серии             | Описание серии | Дата премьерного показа |
| ------------------- | --- | ----------------------- |
| 41                  | Пална отправилась вслед за Игорем Михайловичем в бассейн, где заметила его с другой. Маша в клубе познакомилась с неким Петечкой и весь день пытается вспомнить его лицо. А Лёля собирается на свидание с Павлом Волей, вот только Вася пробудит в ней чувство юмора. | 5 августа 2013          |
| 42                  | У деффчонок день забот: Пална ищет подарок на свадьбу нелюбимой подруге, Маша выясняет, почему она не приглашена, Лёля пытается выгодно продать дату в Форум-Холле, а Васька хочет выступить на свадьбе. | 6 августа 2013          |
| 43                  | Машу пригласил на свидание Станислав Андреевич — глава холдинга Палны, Катя решила обернуть событие в свою пользу. Лёля в погоне за богатыми женихами отправилась на аукцион. | 7 августа 2013          |
| 44                  | В попытке забыть Звонарёва Маша выкидывает все связанные с ним вещи, Василиса не упускает своей выгоды. В офисе появился Хныкин — общий друг Палны и Лёли и они вновь из-за него поссорились. | 8 августа 2013          |
| 45                  | Маша взялась доказать интернет-сообществу, что именно она является девушкой Звонаря. Лёля благодаря своим знаниям и умению получила работу в салоне красоты, причём сразу ведущим стилистом. | 12 августа 2013         |
| 46                  | Маша согласилась посидеть с ребёнком знакомых — Звонарёв с Василисой ей в помощь. Пална приглашена одновременно и на День Рождения сотрудника, и к Игорю Михайловичу в гости. Но благодаря этому Лёля подцепила «медиамагната». | 13 августа 2013         |
| 47                  | Мир полон извращенцев: Звонарёв предложил Маше секс втроём, причём она сама может выбрать партнёршу. А Васин приятель Яша вообще, похоже, эксгибиционист. | 14 августа 2013         |
| 48                  | Узнав, что Фёдор в Англии завёл себе другую, Лёля напилась и наутро проснулась в постели Гены. Из-за недоразумения Маша испортила свидание Владу Топалову. Тем временем Пална отправилась вместо Васьки на экзамен по философии. | 15 августа 2013         |
| 49                  | Маше надоели её неопределённые отношения со Звонарём, и она объявила, что возвращается в Саратов. Пална пытается объяснить Коле, что между ними ничего быть не может. Лёля взялась подтянуть Гену до «своего уровня», для начала надо его приодеть. | 19 августа 2013         |
| 50                  | У Васьки с Яшей появилась возможность выступить перед многотысячной аудиторией, надо лишь придумать их группе звучное название. Гена и Лёля едут в Париж на шопинг. Пална укрепляет связь с Игорем Михайловичем посредством его «внебрачного сына». | 20 августа 2013         |
| 51                  | Гена отрастил усы, Лёля резко против. Пална попыталась продвинуть свои отношения с Игорем Михайловичем, но из-за серии совпадений весь офис приготовился к их свадьбе. А Маша хочет добиться от Звонарёва признания в любви. | 21 августа 2013         |
| 52                  | Пална решила систематизировать все свои романы для определения ошибок. У Василисы обнаружились проблемы со зрением, ей помогут контактные линзы. Лёля тренируется в окрашивании волос, Маша предложила попробовать на ней. | 22 августа 2013         |
| 53                  | Пришла беда откуда не ждали: приехала Лёлина мама для знакомства с… Фёдором — как много она не знает о своей дочери. Маша опять рассталась со Звонарёвым и «воспитывает в себе достоинство». | 26 августа 2013         |
| 54                  | Маша разрывается между двумя новыми кавалерами Карлом и Сашей — кого же выбрать, что подскажут знаки? Пална решила брать уроки танца. А к Лёле в салон нагрянула Киса. | 27 августа 2013         |
| 55                  | Пална ищет закономерность в своих интимных встречах с Игорем Михайловичем. Музло раздумал разводиться с Васькой, ведь у семейной жизни есть столько плюсов. Маша же записалась на курсы самообороны. | 28 августа 2013         |
| 56                  | Вот и День святого Валентина настал. Никуда никем не приглашённые Маша с Палной договорились провести его вместе, но у обеих планы резко изменились. Лёля «выводит в свет» Гену. Вася также не осталась без праздника. | 29 августа 2013         |
| 57 Новогодняя серия | В новогоднюю ночь деффчонок ждёт множество встреч и приключений. Снегурочка Василиса с Дедом Морозом Яшей поздравляют детей и сталкиваются лицом к лицу с Пригожиным. Обидевшаяся на Машу Пална ушла праздновать Новый Год «к Игорю». Лёля ждала от Гены чего-то особенного, результат превысил все ожидания. У Маши захлопнулась дверь, и праздник ей пришлось встречать с соседкой. Тем временем ряд случайностей свёл в квартире деффчонок Звонаря, Гену и Игоря, чуть их не поссорив. | 31 декабря 2013         |

### 4 сезон
4 сезон сериала вышел 16 июня 2014 года в количестве 25 серий.
| № серии | Описание серии | Дата премьерного показа |
| ------- | --- | ----------------------- |
| 58      | Из Англии вернулся Фёдор и начал восстанавливать отношения с Лёлей. Палне предложена новая должность, на которую рассчитывал Игорь Михайлович. Васька уехала на съёмки в Китай, Маше приходится прикрывать её перед родителями.                                                                 | 16 июня 2014            |
| 59      | Пална уступила Игорю назначение, но ей самой досталось его освободившееся кресло начальника. Лёля разрывается между Фёдором и Геной. Звезда китайской версии сериала «Интерны» Василиса набирает популярность.                                                                                  | 17 июня 2014            |
| 60      | Желая сильнее сблизиться с Игорем Михайловичем, Пална организовала свой День Рождения. На праздник приглашён Звонарь, несмотря на то, что между ним и Машей объявлен очередной перерыв в отношениях. Лёля приготовила в подарок фирменные сумки, но в последний момент её начала «душить жаба». | 18 июня 2014            |
| 61      | Начальнице Палне надо заново налаживать контакт с коллективом, сисадмин Коля решил этим воспользоваться. Из-за ссоры с мужем к деффчонкам переехала Зоя, подруга Маши, и начала подминать под себя домашний уклад. Лёля спорит с Геной, как следует делать ремонт.                              | 19 июня 2014            |
| 62      | Деффчонки по советам Палны взялись управлять реальностью через сон, благо им есть что желать от жизни: Пална хочет съехаться с Игорем Михайловичем, Маша — в отпуск, а Лёля — просто шубу. Но эксперимент пошёл не по плану.                                                                    | 23 июня 2014            |
| 63      | Новый хозяин кафе решил сменить весь персонал. Кроме Маши. Подозревая наличие соперницы Пална под видом уборщицы проникает в квартиру Игоря. Киса, на зависть Лёле, закрутила роман с Фёдором.                                                                                                  | 24 июня 2014            |
| 64      | Лёля с Геной поехали в Италию. Тем временем Маша пытается наладить контакт с новым боссом-итальянцем. Для наведения дисциплины в офисе Пална наняла суровую Зою. | 25 июня 2014            |
| 65      | Маша повздорила с консьержкой с доме Джулиано. Бабушка Палны желает сосватать внучку исключительно за единоверца. А Лёля завела кота. | 26 июня 2014            |
| 66      | Пална прикинулась футбольной фанаткой и пошла вслед за Игорем в спортбар. Погорелица Лёля выманила у Маши кредитку Джулиано и с головой окунулась в безлимитный шопинг. | 30 июня 2014            |
| 67      | Пална наняла Машу своей секретаршей — не самая удачная её идея. Лёля обнаружила как мало она знает про Гену и его прошлое. | 1 июля 2014             |
| 68      | Пална без подготовки занялась йогой, теперь у Игоря есть повод изучить массаж. Маша зашла к Звонарю забрать вещи и незаметно превратилась в его домработницу. Зоя под руководством Лёли переделывает мужа из лежебоки в хозяина.                                                                | 2 июля 2014             |
| 69      | В Москву приехали родители Палны, и ей нужно с ними встретиться. Но поскольку они в разводе и не общаются друг с другом, надо сделать так, чтобы соперники не пересекались. Кто же знал, что они давно помирились?                                                                              | 3 июля 2014             |
| 70      | Маша всеми силами старается не вызывать ревность у Джулиано, что непросто, когда рядом крутится Звонарёв. Пална решила купить машину, Игорь предложил ей свою… | 7 июля 2014             |
| 71      | Звонарь завёл новую пассию Жанну и перепосвятил ей Машину песню. Лёля наняла психоаналитика «перекроить мозг» Гене. Пална узнаёт, что получать подарки тоже надо уметь. | 8 июля 2014             |
| 72      | Фёдор подарил Лёле дорогой «порш», казалось бы — живи и радуйся, но машина начала завладевать сознанием окружающих. | 9 июля 2014             |
| 73      | Маша обнаружила, что их с Джулиано разделяет этнокультурная пропасть, которую необходимо преодолеть. Лёля захотела встряхнуть отношения с Геной — для начала заставить ревновать. | 10 июля 2014            |
| 74      | В гламурной тусовке новая мода и Лёля ищет у Гены какой-нибудь талант в искусстве. Маша захотела стать крёстной ребёнку подруги детства, скоро об этом пожалела. | 14 июля 2014            |
| 75      | Маша наняла на работу Жанну и теперь у неё одной головной болью больше. Лёля устраивает личную жизнь стилиста-гея. Пална придумала шутку, но они хороши к месту и времени. | 15 июля 2014            |
| 76      | Пална недовольна вселением в квартиру, на время ремонта, Гены, но общие интересы объединяют. Джулиано пригласил Машу отпразновать месяц отношений, она же попутно пытается помирить Звонарёва с Жанной.                                                                                         | 16 июля 2014            |
| 77      | Пална нашла новый способ релакса: детские качели. Мама Лёли встретила свою давнюю любовь — актёра ТЮЗа. Маша всеми силами старается скрыть от сотрудников свои отношения с Джулиано. | 17 июля 2014            |
| 78      | Пална надумала переехать к Игорю, но как же это трудно — жить вместе. Маша согласилась выгородить перед Джулиано провинившуюся Зою, не узнав предварительно подробностей проступка. | 21 июля 2014            |
| 79      | Маша переехала к Джулиано, но появилась проблема в лице его бывшей жены Лауры. Деффчонки вовсю сплетничают о своих парнях, и им это не по душе. Можно подумать, они сами безгрешны. | 22 июля 2014            |
| 80      | Пална радикально подошла к проблеме лишнего веса и легла в клинику для похудения. Лёле надоела рутина в сексуальной жизни с Геной, выход нашёлся, к неудовольствию Маши, в Васькиных песнях. | 23 июля 2014            |
| 81      | Деффчонки сделали тест, результат неожиданный — Маша беременна от Звонарёва. Как сообщить это Джулиано, учитывая, что у него та же проблема с Лаурой? Перепутанные подарочные футляры подвигли Игоря сделать Палне предложение.                                                                 | 24 июля 2014            |
| 82      | Игорь предложил свадьбу без лишних ритуалов, но Пална засомневалась, хочет ли она под венец. Лёля же, наоборот, потребовала от Гены шикарную церемонию с дорогим кольцом, голубями и прочими атрибутами. Маша сообщила Звонарю, что он станет отцом, захочет ли он стать мужем?                 | 24 июля 2014            |

### 5 сезон
5 сезон сериала вышел 16 ноября 2015 года в количестве 21 серии.
| № серии | Описание серии | Дата премьерного показа |
| ------- | --- | ----------------------- |
| 83      | Лёля узнаёт, что её бывший, Фёдор Сотников, умер. Вместе с Геной они отправляются на похороны, где Лёлю принимают за вдову олигарха. Пална понимает, что жизнь коротка, и форсирует отношения с Колей. А Маша переживает, что Звонарь всё не зовёт её замуж, и решает взять дело в свои руки.                                                              | 16 ноября 2015          |
| 84      | Подавая заявление в ЗАГС, Маша узнаёт, что Звонарь, оказывается, уже женат — только не помнит, как и когда это случилось. Дальнейшее расследование деффчонки ссылает их к роковой вечеринке «Кинотавра» в Сочи. Лёля с Геной спешат подготовить подарок к будущей свадьбе и заказывают художнику семейный портрет друзей. Пална тоже рвется поучаствовать. | 17 ноября 2015          |
| 85      | Пална под давлением подруг уходит в отпуск, но вместо заявленной Сардинии тайно отсиживается дома. Тем временем Маша находит отца Звонаря и пытается воссоединить семью. А Лёле снится покойный Фёдор и советует, куда вкладывать деньги, но Лёля не может понять, помогает ей бывший любовник или мстит.                                                  | 18 ноября 2015          |
| 86      | Лёля с Геной не могут поделить власть в салоне красоты. Катя в качестве социального эксперимента отправляется в бар, надев обручальное кольцо. А Маша паникует перед свадьбой, что так мало испытала в жизни. Ведь у неё больше никогда не будет первого свидания.                                                                                         | 19 ноября 2015          |
| 87      | После того, как подруги разъехались, Пална погружается в поиски новой соседки. Маша маниакально готовится к свадьбе, чем пугает окружающих. А Лёля пытается перевоспитать в Гене строгого начальника. | 23 ноября 2015          |
| 88      | Катя избегает Игоря в офисе, но их ставят работать в тандеме. Лёля с Геной пытаются решить квартирный вопрос и влезают в котлован. Маша делает всё, чтобы Зоя не узнала, по чьей вине она работает на свадьбе подруги. | 24 ноября 2015          |
| 89      | Чтобы выбесить Игоря на корпоративе, Палне срочно нужен «плюс один». Звонарь не хочет ходить с Машей на курсы для беременных, и она чувствует себя матерью-одиночкой. А Лёля решает избавиться от своей шубы. | 25 ноября 2015          |
| 90      | Пална вынуждена писать смешную антикризисную речь для начальника. Зоя, отчаявшись в мужчинах, решает родить ребёнка для себя, а Звонарь озадачивается покупкой обручального кольца для Маши. | 26 ноября 2015          |
| 91      | Семейная жизнь мешает Лёле тусоваться, и она пытается оторваться на девичнике Маши. Тем временем Маша налаживает отношения с будущей свекровью, но только всё портит. А Пална сходит с ума, пытаясь угнаться за скачущим курсом валют. | 30 ноября 2015          |
| 92      | В день свадьбы Маша и Звонарь обнаруживают, что перепутали дату и пропустили свою официальную регистрацию. Катя с Лёлей бодаются, кто из них больше достоин роли свидетельницы на свадьбе, и не замечают, как теряют невесту. | 1 декабря 2015          |
| 93      | Маша догоняет собственную свадьбу, но к своему удивлению, находит там совсем не того жениха. Пална с Лёлей пытаются скрыть от гостей и родителей, что что-то пошло не так, а Маша попадает в свой худший свадебный кошмар. | 2 декабря 2015          |
| 94      | Лёля с Геной переживают, что у них так и не было медового месяца, и падают на хвост Маше со Звонарём. А Пална застаёт свою секретаршу в объятьях шефа и пытается подружиться с ней в карьерных целях. | 3 декабря 2015          |
| 95      | Пална вступает в дорогой клуб знакомств, чтобы найти себе пару под стать. Лёля узнаёт, что пентхаус Фёдора продаётся, и едет спасать оттуда барельеф со своим лицом. А Маша пытается «выгулять живот» на светской вечеринке. | 7 декабря 2015          |
| 96      | Пална погружается в новые отношения, но призраки прошлого не дают ей покоя. Лёля пробует себя в качестве риелтора. А Звонарь готов на всё, чтобы избежать очередной встречи с Машиными родителями. | 8 декабря 2015          |
| 97      | Звонарь не может понять, почему Маша на него злится, но только бесит её ещё больше. Пална собирается стать моделью, а Лёля принимает участие в конкурсе стилистов. | 9 декабря 2015          |
| 98      | Маша разрывается между обязанностями жены и директора, Пална пытается не уволить сотрудницу, которая её опозорила, а Лёля с Геной, заскучав в браке, упражняются в искусстве флирта, прикинувшись одиночками. | 10 декабря 2015         |
| 99      | Пална понимает, что новая девушка Игоря использует его, и пытается открыть ему глаза. Гена заболевает и Лёля борется за его жизнь. А Маша переживает, что с этой беременностью Звонарь, похоже, совсем к ней охладел. | 14 декабря 2015         |
| 100     | Лёля с Машей уверяют друг друга, что ссора мужей не скажется на их отношениях. Пална пытается «усидеть на двух стульях», встречаясь с двумя мужчинами параллельно. | 15 декабря 2015         |
| 101     | Маша думает что у них будет девочка, говорит об этом Звонарю, и он делает ей сюрприз комнату для девочки, а у них будет мальчик. Пална хочет поладить с начальством и взяла с собой Лёлю в виде своей любовницы. | 16 декабря 2015         |
| 102     | Маша не хочет уходить в декрет и пытается убедить Вовчика оставить её, несмотря на огромный живот. Пална впервые снимается для телевидения, а Лёля доказывает Гене, что она любящая жена, и терпит его ужасное пение в караоке. | 17 декабря 2015         |
| 103     | Пална своими руками толкает Игоря сделать предложение другой женщине. Лёля думает, что потолстела, но Гена считает, что это его заслуга. А Маша раскручивает Звонаря на партнёрские роды, но посмотрев видео, боится, что после такого Серёня к ней остынет.                                                                                               | 17 декабря 2015         |

### 6 сезон
6 сезон сериала вышел 13 августа 2018 года в количестве 24 серий.
| № серии | Описание серии | Дата премьерного показа |
| ------- | --- | ----------------------- |
| 104     | «Деффчонки» возвращаются… в Саратов! Маша с ребёнком гостит у мамы, пока её муж Звонарёв находится на съёмках реалити-шоу. Пална приглашена экспертом на Саратовский завод. А Лёля работает стилистом на конкурсе красоты. Девочки уверены, что приехали в родной город ненадолго, но оказывается, в Саратове их ждут веселые приключения, старые друзья и… новая любовь!                                                              | 13 августа 2018         |
| 105     | Маша ревнует Звонаря к девушкам из шоу «Завидный жених» и в отместку соглашается пойти на свидание с Копыловым. Лёля пытается наладить отношения с вновь обретёнными отцом-олигархом и сводной сестрой. А Пална завоёвывает авторитет в мужском коллективе завода. | 13 августа 2018         |
| 106     | Чтобы держать под контролем отношения с Игорем, Пална установила в его московской квартире видеокамеру и следит за ним… Маша узнает, что у Копылова родился сын. А Лёля выходит на работу в мэрию. | 13 августа 2018         |
| 107     | Чтобы спасти отца из тюрьмы, Лёля пытается «раскрутить на деньги» влюблённого в неё бывшего одноклассника Вано Арагвелидзе. Пална распускает цех на заводе и, опасаясь мести рабочих, нанимает телохранителем Копылова, что вызывает ревность Маши! | 13 августа 2018         |
| 108     | Чтобы сэкономить на гостинице, Пална переезжает к Лёле, и это вызывает недовольство Стаси. В отместку Стася решает сдавать свою половину дома. А Маша пытается спасти от депрессии Арагвелидзе, который ушел в запой после разрыва с Лёлей. | 14 августа 2018         |
| 109     | К Лёле из Москвы приезжает мама, и Арагвелидзе прикладывает все усилия, чтобы произвести впечатление на «потенциальную тёщу». Пална решает улучшить внешность «уколами красоты», а Маша отправляет Лёнечку на дачу с бабушкой и, впервые оставшись без ребёнка, решает устроить грандиозную вечеринку. Одна проблема, напившись, устоять перед натиском Копылова!                                                                      | 14 августа 2018         |
| 110     | Пална решает провести деловую встречу в ресторане Арагвелидзе, но страдает от приколов бывшего одноклассника. Катя решает отомстить. А Маша начинает понимать, что Лёне явно не хватает мужского воспитания. К Оле приезжает дальний родственник. | 15 августа 2018         |
| 111     | Маша устала сидеть с ребёнком, поэтому устраивается работать официанткой. Пална продолжает страдать по Игорю, и Лёля придумывает для подруги способ знакомства со статусным мужиком. | 15 августа 2018         |
| 112     | Арагвелидзе разыгрывает Палну перед коллегами, и Катя в отместку придумывает ему свой розыгрыш. Маша переживает, что сын в отсутствии Звонаря играет только в куклы, и просит Копылова восполнить мужское воспитание Лёнечки. А к Лёле приезжает «позорный родственничек» — дядя Боря из Самойловки и просит устроить его на работу в мэрию.                                                                                           | 16 августа 2018         |
| 113     | Пална страдает после расставания с Игорем, и Лёля предлагает ей найти статусного жениха в мэрии. Устав от материнства, Маша устраивается официанткой в ресторан Арагвелидзе и нанимает Копылова няней к Лёнечке. А Стася открывает в себе дар ясновидения. | 16 августа 2018         |
| 114     | После ночи, проведенной с Главой, Пална продолжает делать вид, что работает «маникюршей». Чтобы завоевать доверие Маши, Копылов снимает себе комнату у «бабули-одувана». А Арагвелидзе привозит в Саратов выставку динозавров. | 20 августа 2018         |
| 115     | Стася тайком от отца едет в Москву поступать в театральный институт. Тем временем в Саратов приезжает бывший муж Лёли Гена, да не один, а… с невестой Верочкой! | 20 августа 2018         |
| 116     | Чтобы вызвать ревность Гены, Лёля делает вид, что встречается с Арагвелидзе. Маша с Копыловым пытаются отстоять детскую площадку, которую хотят снести власти города. А Стася в образе мальчика поступает в театральный институт и знакомится с парнем Петей. Стася влюбляется в Петю, но боится признаться ему, что на самом деле она — девушка…                                                                                      | 21 августа 2018         |
| 117     | Лёля идет на свидание с Арагвелидзе и предвкушает страстную встречу, но на деле Вано почему-то не заходит дальше поцелуя. Маша и Копылов решают вмешаться в их отношения и исправить ситуацию. Глава поручает Лёле купить подарок для Палны, но Катя берется сама выбрать для себя подарок. | 21 августа 2018         |
| 118     | Пална случайно узнает, что Глава официально женат, и ставит вопрос ребром. Глава клятвенно обещает развестись и приглашает Катю на день рождения. Лёля уговаривает Главу отметить день рождения на дебаркадере Арагвелидзе. Маша ждет возвращения Звонаря со съёмок, а Стася пытается расстаться с депрессивным Петей. | 22 августа 2018         |
| 119     | Звонарь, наконец-то, приехал в Саратов к Маше и сыну, но не один: по контракту с телеканалом, первое время он должен появляться на публике вместе с девушкой, которую выбрал в финале реалити-шоу «Завидный жених». Пална с Главой договариваются не встречаться тайно до того момента, пока Глава не оформит развод с женой. А Лёля организует в Саратове курсы для женщин «Как найти олигарха», и это очень не нравится Арагвелидзе. | 22 августа 2018         |
| 120     | Маша и Звонарь узнают, что изменили друг другу, и договариваются простить измену ради сохранения семьи. Пална пытается внедрить на заводе новую технологию изготовления трубы. Арагвелидзе помогает Леле стать популярным блогером. А Копылов попадает в сексуальное рабство к Тате. | 23 августа 2018         |
| 121     | Лёля инициирует знакомство с мамой Арагвелидзе, но оказывается, что грузинская мама против их отношений. Маша пытается вернуть Звонаря и придумывает примирительное сообщение. Пална случайно обнимает Стасю во сне, и та делает неожиданные выводы… А Копылов решает «завязать с бабами». | 23 августа 2018         |
| 122     | После расставания со Звонарём Маша решает исполнить свою давнюю мечту и стать певицей. Стася пытается соблазнить Копылова, который, как назло, принял решение соблюдать целибат. Лёля застаёт Стасю с Копыловым и пытается помешать их сближению. А Пална решает «окультурить» рабочих завода и насильно отправляет их слушать оперу в театр…                                                                                          | 27 августа 2018         |
| 123     | Глава, наконец, расстался с женой и уговаривает Катю родить ему ребёнка. Копылов сближается со Стасей, но, узнав, что она девственница, начинает избегать её. А Лёля собирается отмечать день рождения в Москве, забыв предупредить об этом Арагвелидзе… | 28 августа 2018         |
| 124     | Звонарь приезжает в Саратов провести время с ребёнком, и Маша пользуется этой возможностью, чтобы пойти на свидание с новым мужчиной. Копылов помогает Стасе сдать зачёт по актёрскому мастерству в театральном институте. А Катя устраивается домработницей к… Арагвелидзе с Лёлей! | 28 августа 2018         |
| 125     | Ребята находят кассету с записью их школьного выпускного, и Арагвелидзе узнает, что в старших классах Пална была влюблена в него. Катя ищет себе жениха с помощью интернет-приложения для знакомств и подбивает Машу попытаться так же устроить свою личную жизнь. | 29 августа 2018         |
| 126     | Стася шантажирует Катю с Арагвелидзе тем, что сфотографировала их случайный поцелуй. Ничего не подозревающая Лёля уезжает в Москву и оставляет Палну присматривать за Арагвелидзе. А Маша просит Копылова пойти с ней на свидание, так как боится, что её новый знакомый из интернета — маньяк. | 30 августа 2018         |
| 127     | Наступило утро. День свадьбы Лёли и Гены, но Лёля во время регистрации понимает, что не может выйти замуж без Палны. Они едут в аэропорт за Палной. Арагвелидзе делает предложение Палне. Лёля с Палной мирятся. Маша мирится со Звонарём. Свадьба состоялась. | 30 августа 2018         |

## Персонажи

### Главные герои
- Мария Сергеевна «Бобылыч» Бобылкина (Звонарёва) (Галина Боб). Самая старшая из подруг. Маша — очень хозяйственная девушка, работает официанткой (впоследствии — администратором) в московском кафе, хотя и окончила филфак. Маша влюблена в поп-звезду Звонарёва (А. Воробьёв), с которым они встречаются время от времени, и благодаря этому Маша расстаётся со всеми своими более-менее стоящими кавалерами. В 81 серии узнает о своей беременности. С 93 серии — жена Звонарёва. В 103 серии родила сына Лёнечку.
- Ольга Петровна «Лёля» Ржевская (Фёдорова) (Полина Максимова).
- Екатерина Павловна «Пална» Швиммер (Анастасия Денисова).
- Василиса Сергеевна «Вася» Бобылкина (Таисия Вилкова). Подросток, шустрая, находчивая, способная.

### Второстепенные персонажи
- Сергей Борисович «Звонарь» Звонарёв (Алексей Воробьёв) — известный артист, муж Маши и отец её ребёнка. Расстался с Машей и уехал один в Москву. Возобновил отношения с Машей.
- Фёдор Иванович Сотников (Вольф Вайнер) — олигарх, первый кавалер Лёли, умер в 83 серии
- Игорь Михайлович Юрин (Родион Юрин) — прямой начальник Палны, её возлюбленный. В 5 сезоне чуть не женился на Кисе, но понял, что любит Палну. Расстался с Палной.
- Николай Андреевич Кручёных (Тимур Боканча) — сисадмин, влюблён в Катю. Встречался с ней, но после неудачной попытки секса они расстаются.
- Галина Ивановна (Наталья Унгард) — бухгалтер
- Анна Михайловна Кузьмина (Алёна Чехова) — миловидная сотрудница в офисе Палны. Девушка Макса.
- Максим Петрович Груздев (Александр Серов) — подчинённый Палны. Встречался с Палной, но потом узнал, что та встречалась одновременно с ним и с Игорем, порывает с ней и возвращается к Кузьминой.
- Станислав Андреевич (Александр Бобровский) — генеральный директор фирмы Палны.
- Сергей Иванович Бобылкин (Сергей Серов) — отец Маши и Василисы.
- Яков (Яша) (Александр Касаткин) — полимузыкант, член группы Васьки.
- Георгий (Гоша) (Ричард Бондарев) — друг детства деффчонок, один из кавалеров Маши.
- Зоя Михайловна Болотина (Соня Урицкая) — официантка, подруга и советчик житейского опыта Маши.
- Владимир Владимирович (Александр Калугин) — начальник кафе Маши, с 90 серии встречается с Зоей.
- Джулиано (Андреас Тоскано) — итальянец, новый хозяин кафе, один из возлюбленных Маши. Пытался вернуть Машу, но она выбрала Звонарёва.
- Лаура (Сабина Ахмедова) — бывшая жена Джулиано
- Константин (Костик) (Никита Готовцев) — сосед деффчонок.
- Зоя Ивановна (Альбина Евтушевская) — соседка деффчонок.
- Ксения Борисовна «Киса» Порывай (Ольга Дибцева) — светская львица, подруга Лёли. Чуть не вышла замуж за Игоря, но он сбежал из ЗАГСа.
- Геннадий Петрович Фёдоров (Константин Фёдоров) — «карманный» (с 48 серии официальный) парень Лёли, с 82 серии — муж. Со 104 серии развелись. С 127 серии вновь поженились.
- Жанна (Анна Шепелева) — стюардесса, позже официантка в Машином кафе, одна из девушек Звонаря
- Закира (Кристина Работенко) — певица, с которой по ошибке «расписался» Звонарёв
- Станислава Петровна (Стася) Синичкина (Анастасия Уколова) — младшая сестра Лёли. Встречается с Копыловым.
- Алексей Копылов (Михаил Кремер) — бывший парень Бобылкиной. Встречается со Стасей.
- Вано Давидович (Иван Андреевич) Арагвелиздзе (Аслан Бижоев) — одноклассник Лёли. С 114 серии её парень. С 125 серии расстались. С 125 серии изменил Лёле и стал встречаться с Палной. В 127 серии сделал ей предложение.

### Камеов сериале
- Бари Алибасов — в роли самого себя (2 серия)
- Алексей Ягудин — в роли самого себя, друг Сергея Звонарёва (9 серия)
- Ксения Бородина — в роли самой себя, репортёр в квартире Звонарёва (36 серия)
- Павел Воля — в роли самого себя (41 серия)
- Анастасия Стоцкая — в роли самой себя (45 серия)
- Влад Топалов — в роли самого себя (48 серия)
- Иосиф Пригожин — в роли самого себя (57 серия)
- Екатерина Варнава — в роли самой себя, одноклассница Гены (67 серия)
- Егор Крид — опоссум (37 серия)
- Максим Аверин — в роли самого себя, друг Сергея Звонарёва, ведущий на свадьбе (93, 94 серии)
- Александр Незлобин — в роли самого себя
- Юлианна Караулова — в роли самой себя (108 серия)